# Aneurhynchus lativentris
Aneurhynchus lativentris är en stekelart som beskrevs av Jean-Jacques Kieffer 1911. Aneurhynchus lativentris ingår i släktet Aneurhynchus, och familjen hyllhornsteklar. Arten är reproducerande i Sverige.